# Brionne
Brionne är en kommun i departementet Eure i regionen Normandie i norra Frankrike. Kommunen ligger i kantonen Brionne som tillhör arrondissementet Bernay. År 2022 hade Brionne 4 220 invånare.

## Befolkningsutveckling
Antalet invånare i kommunen Brionne
Referens:INSEE